# Ajubov most
Ajubov most (sindhi: ايوب پل; urdujsko ایوب پل ‎), imenovan po feldmaršalu Mohamedu Ajub Kanu (predsednik Pakistana), je železniški most čez reko Ind med Rohrijem in Sukurjem v provinci Sind v Pakistanu. Most je dolg približno 246 m, visok 75 m in je stal 21,6 milijona Rs. Že 50 let služi prometu, saj zagotavlja močno povezavo za železniški promet med Sukurjem in Rohrijem. Pred tem je bil Železniški most Lansdowne železniška povezava med Sukurjem in Rohrijem. Temeljni kamen tega jeklenega ločnega mostu je bil položen 9. decembra 1960, otvoril pa ga je predsednik Mohamed Ayub Kan 6. maja 1962. Svetovalni inženir je bil David B. Steinman. Ajubov most je postal tretji najdaljši železniški lok na svetu in prvi železniški most na svetu, ki je bil obešen na vešalkah iz navite žične vrvi.

## Zgodovina
Pred mostovi je prevoz med Sukurjem in Rohrijem potekal s čolni in parniki. Čolnar Mir Mohamed alias Miroo se je spominjal, kako je njegov oče Jar Mohamed do zgodnjih 1860-ih vodil majhno prevozniško službo med Sukurjem in Rohrijem. »Zelo malo ljudi je takrat imelo avtomobile ali motorna kolesa, zato so bili motorni čolni edini način komunikacije«. Nekateri ljudje so s kolesom prečkali reko Ind po mostu Lansdowne. Vlak je vozil po sredini mostu, pešci in kolesarji pa so uporabljali lesene steze na obeh straneh.
Cena vozovnice za enega odraslega potnika je bila nekoč ena anna (0,06 PKR). Za otroka so plačali polovico. Gradnja Ajubovega mostu se je začela 26. novembra 1959, njegov temeljni kamen pa je 9. decembra 1960 položil takratni minister za železnice in komunikacije, Kan FM Kan, Kan Ševe. Družina Kaiser, Ikbal Kaiser, je igrala ključno vlogo pri financiranju in pridobivanju inženirskega osebja za projekt. Izvajalec mostu je bil M/S Dorman Long Gammon iz Londona, znan po mostu Sydneyjski pristaniški most leta 1932. Svetovalni inženir je bil DB Steinman iz New Yorka – človek, ki je rekonstruiral slavni Brooklynski most v New Yorku. Feldmaršal Mohamed Ajub Kan je most slovesno odprl v nedeljo, 6. maja 1962.

## Gradbena dela
Razlog za gradnjo tega ločnega mostu čez Ind so skale v rečni strugi, ki ne dovoljujejo, da bi stebri dolgo časa vzdržali stalni tok in pritisk vode. Faza gradnje je bila zanimiva, saj so bili najprej izdelani štirje ogromni betonski oporniki, po dva na vsaki strani rečnega brega. Ti oporniki morajo nositi težo loka. Pri ločnih mostovih je treba gradbena dela začeti istočasno z obeh strani reke. Njegova teža je bila razporejena polovično na vsako stran.
Zato sta bila zgrajena dva polloka, ki podpirata palubo s kabli, ki sta bila združena v eno, v zabavo ljudi, ki so bili priča dejavnosti. Inženir se je vsak dan vzpenjal po lokih skozi lestev, da bi fizično preveril trdnost na stotine zakovic, uporabljenih v mostu. Zakovica je kovinski zatič, ki se uporablja za pritrditev dveh kosov kovine skupaj. To je bil strašljiv prizor ne samo za nas, ampak tudi za druge opazovalce, z mogočnim Indom, ki teče pod njim.
Ajubov most je živ primer veličastne strukture, zgrajene s skupnimi prizadevanji inženirjev Dorman Long and Company in Pakistanskih železnic. Prav tako odraža strast in iskrenost ljudi, ki so takrat vodili zadeve železnic, da bi dosegli oprijemljive izboljšave v prometnih sistemih države.
Ko je bil zgrajen veliki jekleni Ajubov lok (1960–1962), je bil železniški promet preusmerjen z mostu Lansdowne nanj. Približno sto metrov narazen se dva mostova od daleč zdita kot eden. Ajubov lok je postal tretji najdaljši razpon železniškega loka na svetu in prvi most na svetu, ki ima »železniško vozišče obešeno na vešalke iz navite žične vrvi«.